# 盲流
盲流，即“盲目流动”、“盲目流入”或“盲目外流”，指中国大陆农村迁徙和流动进入城市的人口。农村人口流入城市的原因有失业、避灾、城乡生活水平差距大、政府政策偏向城市等等。“盲流”一词来自于1953年政务院《劝止农民盲目流入城市的指示》，以及在1953年至1958年间，中央政府及其有关职能部门发出的数个标题含有“盲目流入”和“盲目外流”的文件。作为术语被广泛使用则见诸1980年代中後期的报纸和电视广播，1990年代后期渐渐由“民工流”之称谓替代。“盲流”一词在中国城乡二元制体制下，属于对进城务工农民的歧视性称呼。

## 历史
1954年第一部《中华人民共和国宪法》第90条明确写到“中華人民共和國公民有居住和遷徙的自由”，从1952到1957年第一个五年计划期间，中国的城镇人口由7163万人增加到9949万人，平均年增长率为6.8%，远远超过全国人口的增加率和农村人口的增加率，该数据说明当时农村人口已经大幅向城镇流动。这部分流动人群，以及之后的进城农民，在《劝止农民盲目流入城市的指示》（1953.4.17 政务院）、《关于继续贯彻劝止农民盲目流入城市的指示》（1954.3.12 内务部、劳动部）、《关于防止农村人口盲目外流的指示》（1956.12.30 国务院）、《关于防止农村人口盲目外流的补充指示》（1957.3.2 国务院）、《关于受灾地区农民盲目外流情况和处理办法的报告》（1957.4.30 内务部）、《批转内务部关于受灾地区农民盲目外流情况和处理办法的报告》（1957.5.13 国务院）、《关于实施阻止农民盲目流入城市和削减城市人口工作所面临的问题及解决办法的报告》（1957.5.27 公安部）、《批转公安部关于实施阻止农民盲目流入城市和削减城市人口工作所面临的问题及解决办法的报告》（1957.7.29 国务院）、《关于防止农民盲目流入城市的通知》（1957.9.14 国务院）、《关于制止农民盲目外流的指示》（1957.12.18 国务院）等文件。饥民不被允许逃荒，擅自出来逃荒的称为"盲流"，公安部门按嫌疑犯收容。
1978年以后特别是农村推行家庭联产承包责任制以来，随着农业劳动生产率的提高，大量的剩余农村劳动力进入城市寻找就业机会，农闲时节特别是春节过后，农村劳动力在较短时间内涌入城市，一方面导致交通运力的紧张，另一方面城市出现大量的寻找工作的人群，与此同时也出现一些“社会治安”问题。“民工流”的出现，在当时的经济水平和社会背景下，政府基本有限的限制性措施，之后渐渐政府引导，也促进了交通运输业的发展。
计划经济时期和特定的户籍制度情况下，政府只鼓励由单位决策的人口流动，称为“调动”。各种出于个人意愿进行的人口迁徙被认为是无组织，无计划的盲目流动。改革开放后，农村的剩余人口开始公开进入城市，寻求收入相对较高的工作机会。由于信息交流的局限和缺少政府的引导，人口迁徙缺乏有效控制，政府和媒体称为“盲目流动”。
该词有强烈的歧视性。1990年中国中央电视台春节联欢晚会上的小品《超生游击队》中，有如下台词：
|  | 宋丹丹：……刚才在那个候车室那乘警指着我鼻子叫我啥你知道不？ 黄宏：叫啥？ 宋丹丹：“盲流”！你听听，还盲流呢，离流氓不远了。 |

进入中国“十一五计划”后，对从农村进入城市从事建筑业、服务业和其他产业人员仍旧使用带有歧视性的“农民工”或“民工”称谓，但对无稳定职业的人员仍旧称为“流动人口”，其中部分属于无家可归者，部分属于城市失业者。